# Ernst Otto Beckmann
Ernst Otto Beckmann (Solingen, 04 de julho de 1853 - Dahlem, 12 de julho de 1923) foi um químico alemão, que é lembrado por sua invenção do termômetro diferencial de Beckmann e pela sua descoberta do rearranjo de Beckmann.